# هیئت انتخابات
هیئت انتخابات یا کمیسیون انتخابات نهادیست که وظیفهٔ نظارت بر اجرای روند رقابت‌های انتخاباتی کشور را بر عهده دارد. نام رسمی هیئت‌های انتخاباتی در قلمروهای حقوقی متفاوت است، از جمله: کمیسیون انتخاباتی، کمیسیون مرکزی یا ایالتی انتخابات،  هیئت انتخاباتی،  شورای انتخاباتی، دادگاه انتخاباتی. هیئت‌های انتخابات ممکن است مستقل یا مختلط یا قضایی یا اجرایی باشد. همچنین ممکن است مسئول مرزبندی حوزه‌های انتخاباتی باشد. در کشورهای فدرال ممکن است هر ایالت نهادی جداگانه داشته‌باشد. هیئت انتخابات موظف است فعالیت‌های مربوط به انتخابات را با ترتیبات خاص خود به اجرا رساند. در مسئله‌های مربوط به انتخابات، هیئت انتخابات مسئول است.

## منبع‌ها
1. ↑  «هیئت انتخابات» [علوم سیاسی و روابط بین‌الملل] هم‌ارزِ «کمیسیون انتخابات، کمیسیون انتخاباتی» (به انگلیسی: election commission, electoral commission, election board, electoral board,  electoral council, board of elections)؛ منبع: گروه واژه‌گزینی. دفتر دوازدهم. فرهنگ واژه‌های مصوب فرهنگستان. تهران: انتشارات فرهنگستان زبان و ادب فارسی. شابک ۹۷۸-۶۰۰-۶۱۴۳-۶۶-۸ (ذیل سرواژهٔ هیئت انتخابات)
2. ↑  "Australian Electoral Commission". Retrieved December 15, 2018.
3. ↑  Alvarez-Rivera, Manuel. "Elections to the Latvian Saeima (Parliament)". Election Resources on the Internet. Retrieved December 15, 2018.
4. ↑  "Oklahoma State Election Board". Retrieved December 15, 2018.
5. ↑  "Superior Electoral Court, Brazil (TSE)". Archived from the original on 16 November 2020. Retrieved December 15, 2018.